# Bummel durch Europa

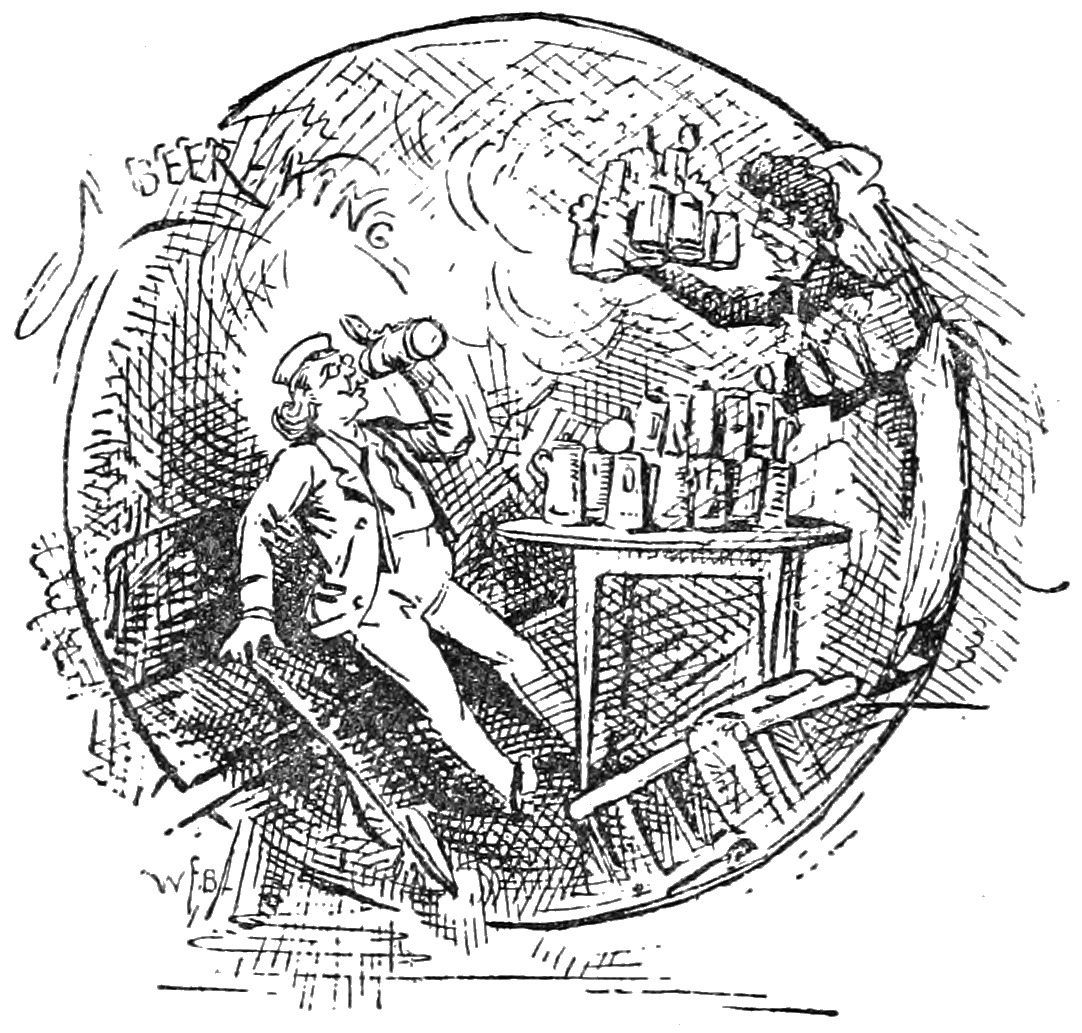
The Beer King. Illustration von Walter Francis Brown zur Erstausgabe aus dem Jahr 1880

Bummel durch Europa (Original: A Tramp Abroad) ist ein halb-fiktiver, satirischer Reisebericht des amerikanischen Autors Mark Twain, der erstmals 1880 erschien.
Das Buch beschreibt eine Reise von zwei Freunden durch Deutschland, die Alpen und Italien im Jahr 1878. Der Ich-Erzähler ist Mark Twain selbst, der Reisebegleiter seinem Freund Joseph Twichell nachgebildet. Beide Reisenden hatten sich eigentlich vorgenommen, den größten Teil des Weges zu Fuß zurückzulegen, finden dann aber doch ständig andere Möglichkeiten der Fortbewegung. Twain spielt auf dieser Reise den typischen amerikanischen Touristen jener Zeit, der angeblich alles sofort versteht, was er sieht, in Wahrheit aber häufig daneben liegt.
Das Buch ist voll von satirischen Übertreibungen, so wird etwa eine einfache Rigi-Bergwanderung als äußerst aufwändige Expedition mit langer Vorbereitung geschildert. Es wird oft als Fortsetzung von Twains äußerst erfolgreicher Reiseerzählung Die Arglosen im Ausland von 1869 angesehen.

## Anhang
Im sechsteiligen Anhang findet sich der satirische Essay Die schreckliche deutsche Sprache (The Awful German Language), in dem Twain, bemühter Deutschlerner, die Behauptung aufstellt, der Erfinder der deutschen Sprache habe sich absichtlich Mühe gegeben, sie so kompliziert wie nur möglich zu machen. Dazu schildert er satirisch-überspitzt etwa den komplizierten Satzbau mit vielen Einschüben und dem Hauptverb erst ganz am Ende, das für Englischsprachige verwirrende grammatische Geschlecht, die zahlreichen Haupt- und Nebenbedeutungen der Wörter „Zug“ und „Schlag“, die langen Komposita im Deutschen und die vielen Regeln und Ausnahmen.

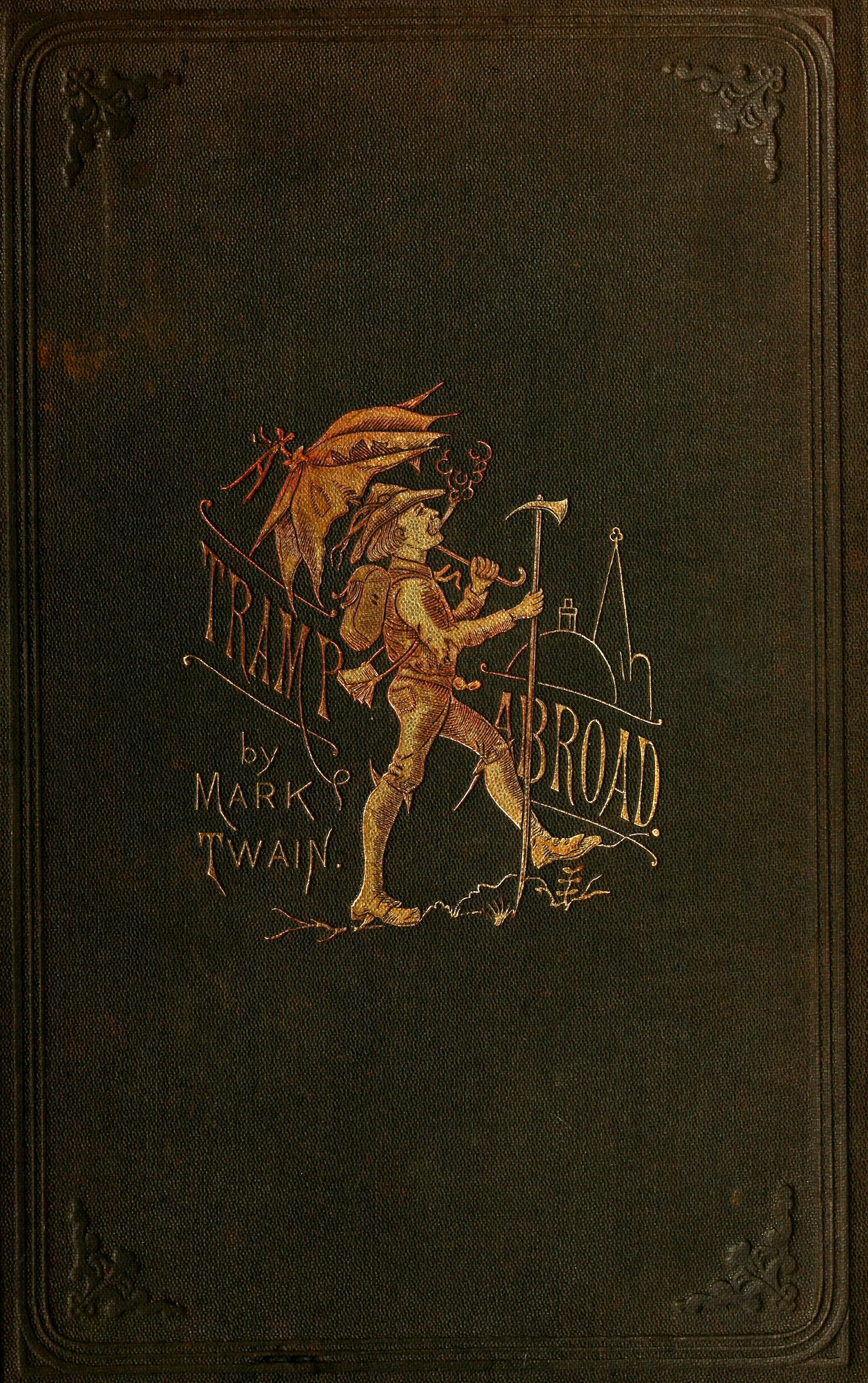
Erstausgabe 1880

## Ausgaben
- Mark Twain: A Tramp Abroad. American Publishing Company, 1880, mit Illustrationen von Walter Francis Brown, True W. Williams, Benjamin Henry Day Jr., William Wallace Denslow, James Mahoney und Mark Twain.
  - Mark Twain: Bummel durch Europa. Deutsche Übersetzung 1892 von Margaret Jacobi; 1963 neu übersetzt von Ana Maria Brock. Diogenes, Zürich 1990, ISBN 978-3-257-21880-0